# Маер, Йозеф
Йозеф Майер (чеш. Josef Majer; 8 июня 1925, Vojkovice — 14 октября 2013, Кладно) — чехословацкий футболист, игравший на позиции нападающего, дважды лучший бомбардир чемпионата Чехословакии.

## Карьера

### Клубная
Выступал за свою карьеру в командах «Готтвальдов» и «Кладно»: в составе первой стал лучшим бомбардиром чемпионата Чехословакии в 1951 году с 16 мячами, в составе второй в 1953 году с 13 мячами.

### В сборной
Данных об играх за сборную нет, однако Майер числился в заявке на чемпионат мира 1954 года.